# Praecereus saxicola
Praecereus saxicola ist eine Pflanzenart in der Gattung Praecereus aus der Familie der Kakteengewächse (Cactaceae). Das Artepitheton saxicola leitet sich von den lateinischen Worten saxum für ‚Felsen‘ und -cola für ‚-bewohnend‘ ab und verweist auf das felsige Habitat der Art.

## Beschreibung
Praecereus saxicola wächst strauchig mit spärlich bis reich verzweigten, aufrechten bis spreizklimmenden, blaugrünen Trieben von 1,5 bis 3 Zentimeter Durchmesser. Es sind 6 bis 9 Rippen vorhanden. Die 1 bis nadeligen Mitteldornen sind bis 1,5 Zentimeter lang. Die 6 bis 9 nadeligen Randdornen sind weiß und haben eine schwarze Spitze. Sie sind 2 bis 6 Millimeter lang.
Die grünlich weißen Blüten sind bis 12 Zentimetern lang. Die Früchte weisen Durchmesser von bis 3 Zentimeter auf.

## Verbreitung, Systematik und Gefährdung
Praecereus saxicola ist im Südwesten Brasiliens und im Nordosten Argentiniens in Höhenlagen von 300 bis 900 Metern verbreitet.
Die Erstbeschreibung als Cereus saxicola wurde 1893 durch Thomas Morong veröffentlicht. Nigel Paul Taylor stellte die Art 1997 in die Gattung Praecereus. Taxonomische Synonyme sind unter anderem Cereus cavendishii Monv. (1839) und Cereus rhodoleucanthus K.Schum. (1899).
In der Roten Liste gefährdeter Arten der IUCN wird die Art als „Least Concern (LC)“, d. h. als nicht gefährdet geführt.

## Nachweise